# Беспорядки на севере Нигерии (2009)
Беспорядки на севере Нигерии — серия столкновений между полицией Нигерии и исламистской сектой Боко харам. В четырёх городах, по которым прокатились беспорядки между 26 и 29 июля погибло более 700 человек. Беспорядки начались в Баучи и быстро распространились на Майдугури, Потискум и Вулди. Столкновения начались после того как 26 июля полицией были арестованы лидеры Боко харам. После этого члены секты предприняли атаку на полицейский участок. Полицией Нигерии был введён комендантский час. Эти беспорядки были самыми кровопролитными с ноября 2008 года. По мнению сайта IslamOnline, причины беспорядков были политическими, а не религиозными. Однако, несколько человек, включая христианского пастора Джорджа Орджи, были убиты из-за того, что они отказались принять ислам. Незадолго до беспорядков лидеры местных мусульман и по крайней мере один военный чиновник предупреждали нигерийские власти о готовящихся столкновениях. Однако предупреждения были проигнорированы.

## Баучи
26 июля более 50 человек погибли и ещё десятки получили ранения после того как около 70 членов Боко харам, вооружённых огнестрельным оружием предприняли атаку на полицейский участок. В результате перестрелки погибло 32 члена Боко харам. По данным правительства Нигерии было убито 39 членов Боко харам. Участок подвергся атаки вследствие ареста лидеров секты. Силы безопасности провели проверки в соседних районах.

## Майдугури
По данным Красного Креста 780 тел погибших были позже погребены в массовых захоронениях.

## Потискум
В ходе перестрелки, продолжавшейся несколько часов, был сожжён полицейский участок. Полицией было арестовано 23 подозреваемых.

## Вулди
В ходе беспорядков погибли 3 человека. Полиция Нигерии арестовала более 33 подозреваемых. Старший офицер полиции был ранен.